# Премія Клюге
Пре́мія Клю́ге або пре́мія Джо́на В. Клю́ге за дослі́дження лю́дства (англ. John W. Kluge Prize for the Study of Humanity) — міжнародна наукова премія, яку присуджують за досягнення в гуманітарних та соціальних науках. Заснована у 2003 році фундацією «John W. Kluge Center», яка присуджує її разом з Бібліотекою Конгресу США. Розмір грошової винагороди становить 1 млн доларів США.

## Лауреати
- 2003 — Лешек Колаковський
- 2004 — Ярослав Пелікан і Поль Рікер[1]
- 2006 — Джон Гоуп Франклін і Yu Ying-shih[en]
- 2008 — Роміла Тапар[en] і Пітер Браун[2]
- 2012 — Фернандо Енріке Кардозо
- 2015 — Юрґен Габермас і Чарльз Тейлор[3]
- 2018 — Дрю Джілпін Фауст[en]
- 2020 — Даніелла Аллен[en]
- 2022 — Джордж Чонсі[en]